# Ibititá
Ibititá är en kommun i Brasilien.   Den ligger i delstaten Bahia, i den östra delen av landet, 800 km nordost om huvudstaden Brasília. Antalet invånare är 17 832.
Omgivningarna runt Ibititá är huvudsakligen savann. Runt Ibititá är det ganska glesbefolkat, med 34 invånare per kvadratkilometer.